# Aniela Krzywoń
Aniela Krzywoń (Puźniki, 27 de maio de 1925 - Lenino, 11 de novembro de 1943) foi uma recruta no Batalhão Independente de Mulheres "Emilia Plater" do Exército Polonês durante a Segunda Guerra Mundial. É a única mulher na história que não era cidadã da União Soviética a receber a mais alta honraria por bravura, a medalha de Herói da União Soviética, após ela morrer devido a ferimentos sofridos enquanto resgatava soldados feridos e importantes documentos de um caminhão em chamas depois de um bombardeio da Luftwaffe.

## Biografia
Aniela nasceu na vila de Puźniki, na época localizada na Segunda República Polonesa, pertencendo à Ucrânia desde 1939. Seu pai era veterano da Guerra Polaco-Soviética. Depois que sua vila se tornou parte da Ucrânia, sua família e muitas outras foi consideradas não confiáveis politicamente e forçosamente deportadas para o Oblast de Irkutsk, na Sibéria, depois sendo realocadas para a cidade de Kansk. Lá, Aniela começou a trabalhar como maquinista em uma fábrica de madeira local até se alistar voluntariamente ao Exército para lutar na Segunda Guerra Mundial, em 1943.

## Carreira militar
Aniela entrou na 1ª Divisão de Infantaria Polaca Tadeusz Kościuszko, uma divisão de infantaria das forças armadas polacas organizadas pelos soviéticos formada em 1943 e nomeada em homenagem ao revolucionário polaco e americano Tadeusz Kościuszko em 29 de maio de 1943 e depois designada para o Batalhão Independente de Mulheres "Emilia Plater". Foi treinada para usar submetralhadoras e granadas, bem como combate corpo a corpo. Em 12 de outubro de 1943, seu batalhão foi forçado a recuar depois de serem atacados na vila de Lenino, na República Socialista Soviética da Bielorrússia.
Enquanto Aniela acompanhava um caminhão que levava feridos e importantes documentos para o quartel-general, eles foram atacados pela Luftwaffe. Aniela correu para o veículo em chamas, levando soldados feridos para fora e retirando do fogo os documentos vitais. Com graves ferimentos pelo salvamento dos colegas e dos documentos, Aniela acabou morrendo em 11 de novembro de 1943, aos 17 anos.

## Legado
Por seu heroísmo, Aniela foi postumamente condecorada. Na Polônia ela recebeu a medalha da Ordem Virtuti Militari e na União Soviética a medalha de Herói da União Soviética. Aniela é a primeira e única mulher polonesa condecorada com a medalha de ouro de heroína da URSS e a única mulher a receber o título sem cidadania soviética.